# Scathophaga curtipilata
Scathophaga curtipilata är en tvåvingeart som beskrevs av Feng 2002. Scathophaga curtipilata ingår i släktet Scathophaga och familjen kolvflugor. Inga underarter finns listade i Catalogue of Life.